# Castoroides
Castoroides is een geslacht van uitgestorven bevers, dat leefde in Noord-Amerika in het Pleistoceen.

## Soorten
Er zijn twee soorten bekend:
- Castoroides leiseyorum (leefde in Florida).
- Castoroides ohioensis (wordt ook wel Castoroides nebrascensis genoemd, leefde in bijna geheel Noord-Amerika behalve Mexico).

## Kenmerken
Castoroides was de grootste knaagdierensoort die bestond. Hij woog wel tweehonderd kilogram en werd zo groot als een beer.